# EU's officielle sprog
EU's officielle sprog er bulgarsk, dansk, engelsk, estisk, finsk, fransk, græsk, irsk, italiensk, kroatisk, lettisk, litauisk, maltesisk, nederlandsk, polsk, portugisisk, rumænsk, slovakisk, slovensk, spansk, svensk, tjekkisk, tysk og ungarsk. Som arbejdssprog internt i EU's institutioner bruges dog især engelsk, fransk og i mindre omfang tysk. Visse af EU's institutioner bruger færre sprog i deres interne arbejdsgange. Fx bruger EF-Domstolen kun fransk, og ECB (Den Europæiske Centralbank) benytter engelsk.
Irsk opnåede status som fuldt officielt sprog fra 1. januar 2007, dog med visse begrænsninger med hensyn til hvilke dokumenttyper, der oversættes, og i hvilke møder der eventuelt kan stilles tolkning fra irsk til rådighed
Engelsk er fortsat et officielt EU-sprog, selvom Storbritannien har forladt EU. Engelsk er også officielt sprog i Irland og på Malta.
Der arbejdes fra forskellige sider på at udvide antallet af EU-sprog, med bl.a. baskisk, catalansk, frisisk og letzeburgsk. Efter indgåelse af en aftale i juni 2005 mellem EU's medlemslande forsamlet i Rådet for den Europæiske Union kan medlemslande, der har såkaldte "co-nationalsprog" (officielle regionalssprog) nu få oversat dokumenter i individuelt defineret omfang, samt opnå tolkning fra disse sprog i visse møder – forudsat at udgifterne til denne udvidede sprogbetjening afholdes af landet selv og at landet indgår en aftale med hver enkelt af EU's institutioner om omfanget af den ønskede sprogservice. Foreløbig har Spanien benyttet sig af muligheden for at få visse lovtekster oversat til baskisk, til catalansk (det sprog, der tales i Catalonien, på balearerne samt i provinsen Valencia), og til galicisk. 16. november 2005 leverede Europa-Kommissionens tolketjeneste for første gang tolkning fra disse sprog til de officielle EU-sprog (i Regionsudvalget). 23. marts 2006 blev der for første gang tolket fra catalansk ved et møde i Rådet (undervisningsministre).
Der er ingen nært forestående udvidelser af rækken af officielle sprog. Næst for tur står kandidatlandene Kroatien med kroatisk og Den tidligere jugoslaviske Republik Makedonien med makedonsk. Tyrkisk er allerede officielt sprog i henhold til medlemslandet Cyperns forfatning og vil umiddelbart blive officielt sprog i EU i tilfælde af genforening af øen.